# Japanski javor
Japanski javor (dlanastolisni javor, lat. Acer palmatum) je bjelogorično stablo iz porodice Sapindaceae.
Raste u visinu od 5 do 8 metara, ima kupolastu krošnju. Često se deblo dijeli već u bazi. Grančice i peteljke su glatke, a listovi se sastoje od 5 do 9 listića nazubljenog ruba. Između listića duboki su rezovi, zbog čega list izgleda kao široko otvorena ruka s raširenim prstima. Listovi su 4-12 cm dugi i već u proljeće imaju raznobojne nijanse zelene, žute i crvene boje. U jesen, crvena boja postaje izraženija.
Dvospolni cvjetovi su ljubičasto-crvene boje, raspoređeni u kratke cvatove. Oplođeni cvjetovi razvijaju se u krilate plodove, koji su u paru na kratkim peteljkama. Sjeme ima promjer zrna 6-8 mm
Japanski javor je samonikla vrsta u Japanu, Koreji i Kini, a širom svijeta, popularan je kao ukrasno stablo. Ima mnogo kultivara. Najbolje uspijeva u umjereno vlažnim, blago kiselim, plodnim tlima. Ne bi trebao biti izložen jakim vjetrovima.
Razmnožava se iz sjemena ili reznicama.

## Galerija
- Japanski javor u Kyotu.
- Kupolasta krošnja.
- Plodovi
- Japanski javor 'Shigitatsu-sawa'

## Vanjske poveznice
|  | Zajednički poslužitelj ima stranicu o temi Acer palmatum    |
|  | Zajednički poslužitelj ima još gradiva o temi Acer palmatum |
|  | Wikivrste imaju podatke o taksonu Acer palmatum             |